# Alphonse Sagebien
Alphonse Eléonor Sagebien (Wavans, 2 février 1807 - Boufflers, 2 septembre 1892) est l'inventeur d’une roue hydraulique : « la roue Sagebien ». 

## Formation
La fin du XVIIIe siècle et le début du XIXe voient naître dans la famille Sagebien deux cousins qui vont devenir de remarquables ingénieurs. Le plus jeune et le plus célèbre des deux, Alphonse Eléonor, est né en 1807 à Wavans (Pas-de-Calais). Très jeune, il projette d’aller faire quelques études pratiques à l’école de Châlons, quand il apprend par hasard la fondation récente d’une école dite Centrale des Arts et Manufacture. Il n’a aucune peine à s’y faire admettre et sort en 1833 (à 26 ans) avec le diplôme d’ingénieur.

## Métallurgie
C’est à lui que l’on doit la découverte de la quasi-totalité des couches de minerais exploitées dans le Pas-de-Calais à la fin du XIXe siècle. Jusqu’en 1848, il se consacre à la métallurgie, puis il se passionne pour l’hydraulique et construit la roue qui porte son nom.

## L'alimentation en eau des canaux de Paris

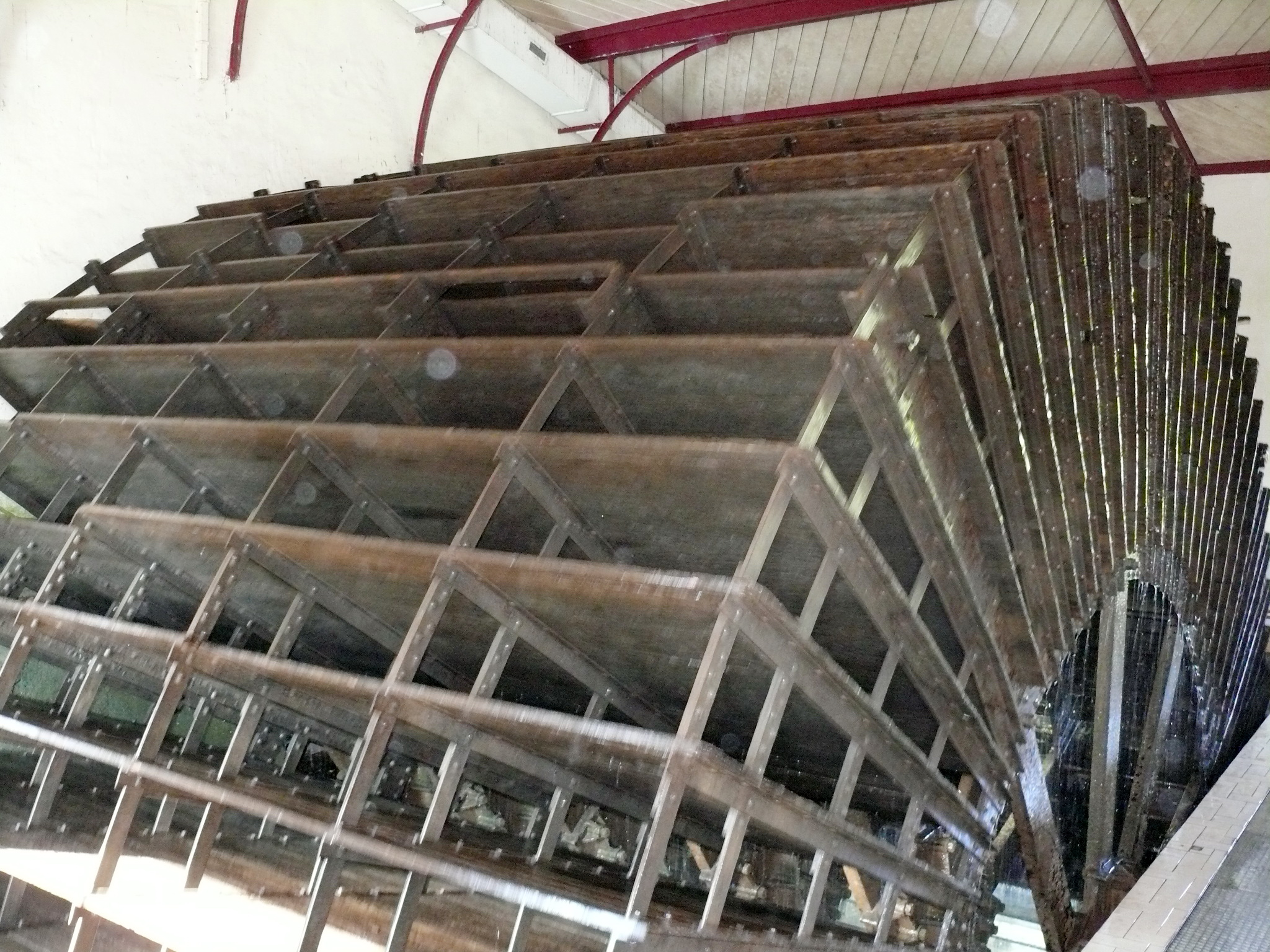
Roue de 11 m de diamètre, système Sagebien, de l'usine élévatoire de Trilbardou.

De 1858 à 1865, la pluviométrie à Paris fut insuffisante pour permettre le maintien de la navigation sur les canaux Saint-Denis et Saint-Martin. Le gouvernement autorisa la Ville de Paris à puiser en Marne, à Isles-les-Meldeuses et à Trilbardou, l'eau nécessaire au fonctionnement de ces deux canaux. 
À Trilbardou, la ville de Paris avait racheté un moulin hydraulique à une entreprise de tréfilerie et de laminage, mais elle dut engager des frais pour rétablir l'écoulement dans le bief d'alimentation du moulin. Ces travaux terminés, en 1867, elle confia à Sagebien la remise en état de la roue hydraulique. Sagebien avait créé ce qu'il appelait les roues-vannes, fonctionnant plus par le poids d'eau que par la vitesse du courant : elles étaient parfaitement adaptées aux faibles chutes d'eau mais nécessitaient des débits importants. Ces machines permettaient également une introduction de l'eau à des hauteurs variables en fonction du  niveau de la Marne. Belgrand, qui n'avait pas la réputation de prodiguer facilement des compliments, dit plus tard de la roue de Trilbardou : « C'est certainement le meilleur moteur que la Ville possède ».
On confia après cela à Sagebien de nombreuses charges : papeteries, moulins et usines hydrauliques. 
Il est conseiller municipal à Amiens (Picardie) de 1878 à 1888. Alphonse Sagebien est mort en 1892.

## Distinctions
- Chevalier de la Légion d'honneur.

## De nos jours
De nombreux moulins à eau sont restaurés par leurs propriétaires et sont toujours animés par une roue Sagebien.

## Hommage posthume
- Amiens : une rue, une école primaire et un collège de la ville portent le nom de Sagebien.

Le château d'eau du port d'Aval est un ouvrage hydraulique situé sur le territoire de la commune d'Amiens, dans le département de la Somme. Localisé au bord de la Somme, 1 Boulevard du Port d'Aval à Amiens, au nord-ouest de la ville, il est inscrit sur la liste des monuments historiques en 2017.
En 1779, Amiens est touchée par une grande sécheresse, et le château d'eau, en dépit de son élévation, ne fournit pas un débit suffisant.
Aussi, dès 1835, un nouveau système hydraulique, étendu à l'ensemble de la cité, est mis en place. À partir de 1865, l'usine du château d'eau est modernisée avec l'installation d'une roue dite SAGEBIEN, du nom de son inventeur (par ailleurs amiénois), système à vapeur qui permettait de se servir du poids de l'eau plus que du courant et donc de travailler avec des faibles chutes d'eau. On y ajoute plus tard des pompes électriques. Ces équipements sont toujours en place aujourd'hui.
En 1937, l'ensemble de l'installation est démantelé et remplacé par l'usine Saint-Michel, située en face du château d'eau
Aujourd'hui, le bâtiment abrite le service des eaux d'Amiens métropole
Le château d'eau en totalité, le mur qui ferme la cour sur le port d'Aval avec son entrée piétonne et les vestiges de la roue SAGEBIEN, immeuble par destination, situés dans le bâtiment contigu au château d'eau, à l'arrière de celui-ci, tels que délimités sur le plan annexé à l'arrêté (cad. VA 51) : inscription par arrêté du 3 mars 2017
- Le Mans : une rue porte le nom de rue Sagebien.

Origine du nom de la rue Sagebien au Mans:
L’ancienne rue du Bourg-Belé prolongée a été dénommée rue Sagebien en souvenir de l’ingénieur hydraulicien à la suite de la proposition de Monsieur Bollée en conseil municipal du 11 décembre 1885.
La première usine des eaux de la ville du Mans se trouvait sur la rivière l’Huisne au Gué-de-Maulny. En 1880, les moulins ont été équipés de deux roues Sagebien. Vous trouverez en pièces jointes le rapport de la commission portant sur le choix de ces roues.
La rue Sagebien porte le nom de l’ingénieur qui, au début des années 1880 est venu rénover l’usine des eaux du Mans. Ingénieur civil à Amiens, savant constructeur, sa compétence est unanimement saluée au Conseil municipal. […]  
La machine Sagebien se révéla supérieure à toutes les autres techniques pour l’élévation de l’eau dans les grandes villes. Elle permettait de tripler la capacité de production de l’usine du Gué-de-Maulny, en élevant le niveau de 60 mètres en 4 km. Essentielles pour faire face à la demande de l’abattoir, de la gare et de la ville, les deux roues Sagebien fonctionneront pendant vingt-cinq, non sans soucis souvent, jusqu’à la construction de l’usine de l’Epau (1907). 
Ces roues Sagebien sont toujours visibles à la Maison de l’eau au Mans, musée mettant en valeur les activités de découverte du monde de la rivière et présentant certains dispositifs de l’ancienne usine des eaux.
Maison de l’eau (Arche de la Nature)
51, rue de l’Estérel - 72100 Le Mans
Site : https://www.arche-nature.fr/
Sources consultées :
- Le Mans : le nom des rues raconte l'Histoire. [Archives du Mans] L'histoire de la création et de la dénomination des rues du Mans. Présentation par quartiers.

BLANCHARD Gérard [ Auteur ]; BLANCHARD Ghislaine [ Auteur ]; DELAPERRELLE Jean-Pierre; LEVOYER Daniel) [ Auteur ] monographie histoire Le Mans
Itf éditeurs, MULSANNE, 2010; 263 p.; 24/17 cm, noir et blanc
- REGISTRE DE DELIBERATION DU CONSEIL MUNICIPAL ; Commune du Mans

- séances du 22 novembre 1878 au 16 février 1880. 1878-1880  
608 folios, table alphabétique en début de volume.  
- REGISTRE DE DELIBERATION DU CONSEIL MUNICIPAL ; Commune du Mans

- séances du 12 décembre 1884 au 15 janvier 1886. 1884-1886
414 folios, table alphabétique en fin de volume.      